# 松井簡治
松井 簡治（まつい かんじ、1863年7月3日〈文久3年5月18日〉 - 1945年〈昭和20年〉9月26日）は、日本の国語学者。旧姓は宮内。号は刀水、碧湾。

## 来歴
下総国銚子（現・千葉県銚子市）出身。父は国学者の宮内嘉雄。帝国大学特約生教育学科を修了後、文科大学国文学科選科に在籍、その後学習院教授、東京高等師範学校教授、東京文理科大学教授を歴任。墓所は雑司ヶ谷霊園。

## 業績

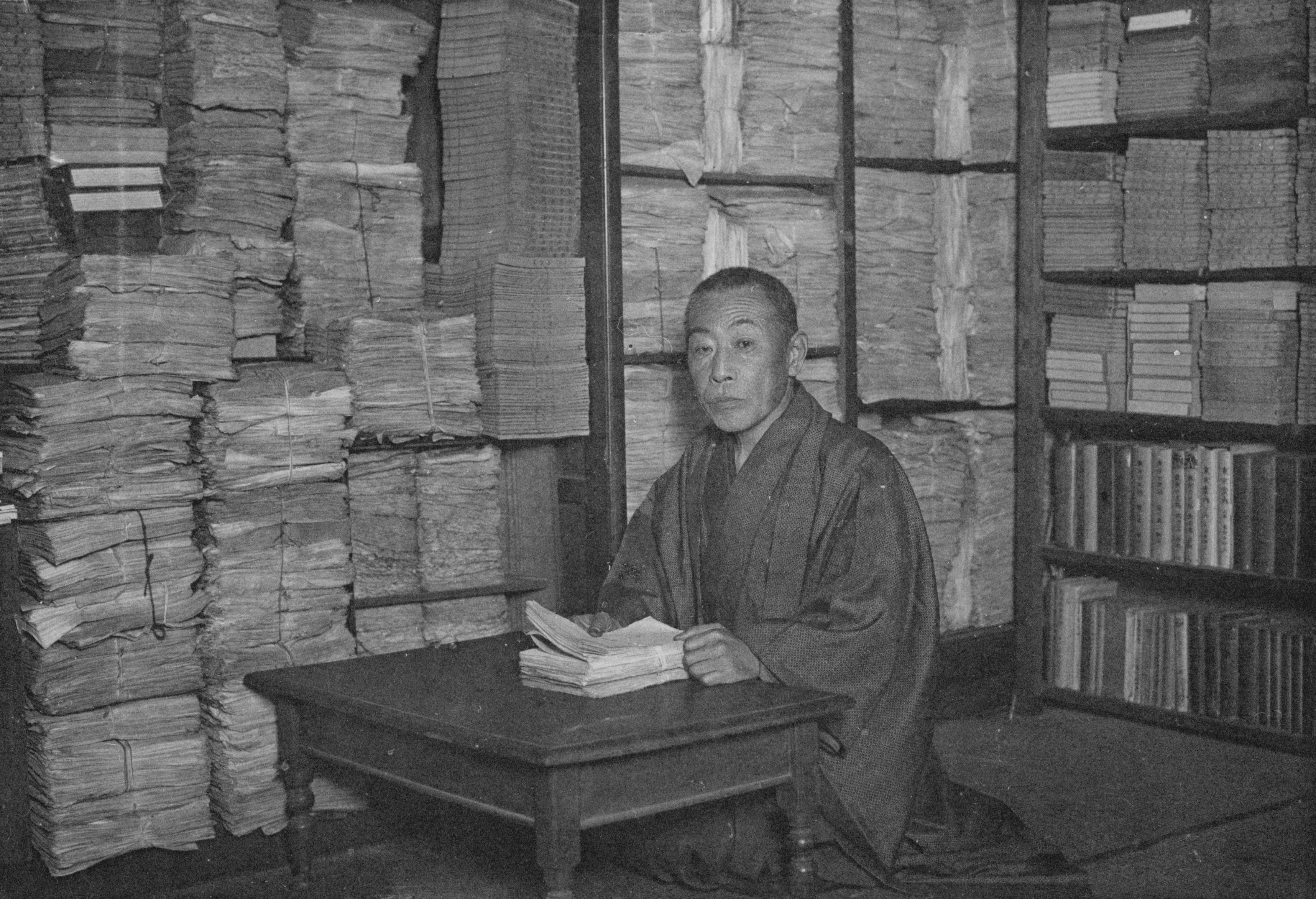
書斎における松井簡治
背景にあるのは大日本国語辞典原稿の一部

20年近くかけて国語辞典『大日本国語辞典』を著し、刊行後も修訂を続けた。

## 著作

### 単著
- 「蜻蛉日記」『国語国文学講座』 14巻、雄山閣、1935年3月。 NCID BN10136988。全国書誌番号:46053816。
- 『二宮翁夜話抄解説』三省堂、1936年5月。全国書誌番号:21631020。

### 編集
- 『大鏡抄』三省堂、1933年7月。 NCID BB05028788。全国書誌番号:44040940。
- 『十六夜日記抄』三省堂、1933年8月。 NCID BB09577992。全国書誌番号:44041976。
- 『宣長文集抄』三省堂、1934年6月。全国書誌番号:44039599。
- 『花月草紙・松屋文集・橿園文集抄』三省堂、1934年6月。全国書誌番号:44040636。
- 『琴後集・泊洦文集・藤簍冊子抄』三省堂、1934年6月。全国書誌番号:44040637。
- 『方丈記・東関紀行抄』三省堂、1934年6月。全国書誌番号:44041178。
- 『増鏡抄』三省堂、1934年9月。全国書誌番号:44041891。
- 『二宮翁夜話抄』三省堂、1935-97。全国書誌番号:44040118。

### 校訂
- 『大鏡』 上中下巻、萩野由之・松井簡治校、六合館、1897年9月。 NCID BA33819955。全国書誌番号:41004283。
- 永井如瓶 編『庭訓往来諸抄大成』伊勢貞丈補、松井簡治校、明治書院、1903年11月。 NCID BN12886785。全国書誌番号:40040048。
  - 永井如瓶 編『庭訓往来諸抄大成』伊勢貞丈補、松井簡治校（3版）、明治書院、1907年9月。 NCID BB18796206。全国書誌番号:56004560。

### 共著
- 上田万年、松井簡治『大日本国語辞典』 第1巻（あ-き）、冨山房・金港堂書籍、1915年10月。 NCID BN04999607。全国書誌番号:59001200。
- 上田万年、松井簡治『大日本国語辞典』 第2巻（く-し）、冨山房・金港堂書籍、1916年10月。 NCID BN04999607。全国書誌番号:59001200。
- 上田万年、松井簡治『大日本国語辞典』 第3巻（す-な）、冨山房・金港堂書籍、1917年12月。 NCID BN04999607。全国書誌番号:59001200。
- 上田万年、松井簡治『大日本国語辞典』 第4巻（に-ん）、冨山房・金港堂書籍、1919年12月。 NCID BN04999607。全国書誌番号:59001200。
- 上田万年、松井簡治『大日本国語辞典』 索引、冨山房、1928年10月。 NCID BN04999607。全国書誌番号:59001200。

## 記念論文集
- 松井博士古稀祝賀会 編『松井博士古稀記念論文集』目黒書店、1932年2月。 NCID BN11575892。全国書誌番号:46024153。